# SN 1965E
SN 1965E – supernowa odkryta 26 marca 1965 roku w galaktyce PGC0028304. W momencie odkrycia miała maksymalną jasność 16,40m.